# Jackson (Wyoming)
Jackson es un pueblo ubicado en el condado de Teton en el estado estadounidense de Wyoming. Es sede del condado de Teton. En el año 2010 tenía una población de 9577 habitantes y una densidad poblacional de 1294 personas por km². Se encuentra al oeste del estado, junto a la frontera con Idaho, y sobre el curso alto del río Snake.

## Geografía

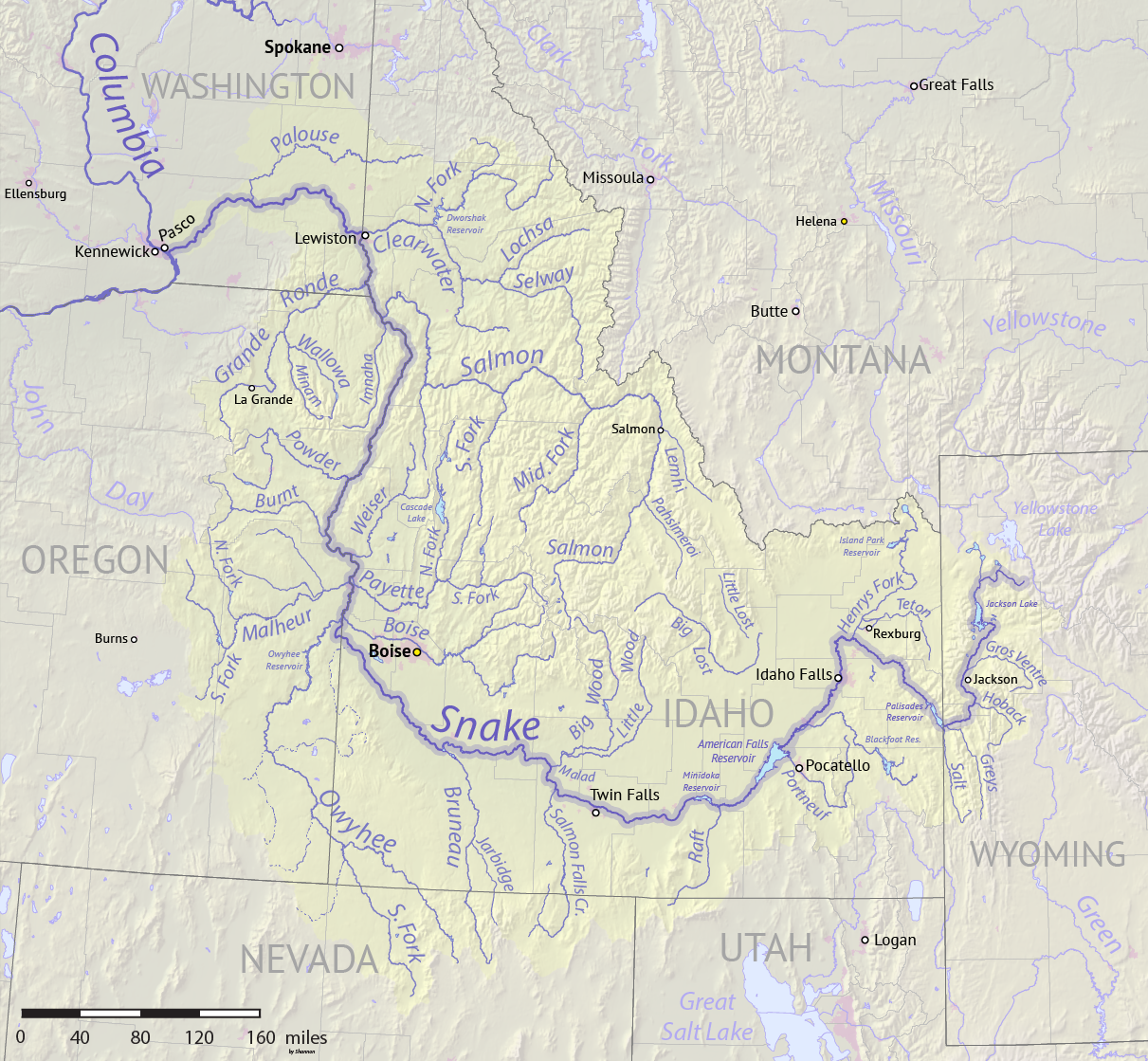
Mapa del río Snake donde aparece Jackson sobre el curso alto del río, a la derecha

Jackson se encuentra ubicado en las coordenadas 43°28′20.53″N 110°46′24.56″O / 43.4723694, -110.7734889. Según la Oficina del Censo, la localidad tiene un área total de 7,4 km² (2,9 mi²), de la cual 7,4 km² (2,9 mi²) es tierra y 0 km² (0 mi²) (0.0%) es agua.
Ubicado en el valle Jackson Hole está limitado por la cordillera Teton, en el lado oeste, y la cordillera de Gros Ventre en el lado oriental. El parque nacional de Grand Teton ocupa la parte norte-occidental del valle que abarca gran parte de la cordillera Teton, así como el lago Jackson. La ciudad de Jackson, Wyoming, está en el extremo sur. Entre ellos se encuentra, la Ruta 26, EE. UU. "Participación Glacier View", que ofrece una vista de Teton Glacier en el norte de Grand Teton, y el National Elk Refuge, hogar de la mayor manada de alces de la tierra. Los hilos río Snake atraviesa de todo el valle desde su cabecera en Yellowstone, en el norte, hasta la desembocadura del cañón del río Snake en el extremo sur del valle. Blacktail Butte es un accidente geográfico prominente en aumento desde el fondo del valle. La altitud promedio del valle es de más de 2.000 m.
Altitud y pendientes escarpadas montañas en todos los lados del valle a menudo causan unas noches tranquilas de invierno que son a la vez muy frías, dado que el enfriamiento por radiación desde los terrenos nevados genera aire frío cerca de la superficie, debido a su mayor densidad, que se desliza hacia abajo en el valle. En 1993, este efecto lanzó una ola de frío intensa, que sumio a la temperatura de la mañana bajo hasta -56 °F (-49 °C), registrada oficialmente por el Servicio Meteorológico Nacional. La temperatura récord estatal bajo se registró también en el valle de Moran a -66 °F (-54 °C) en 1933. Los veranos son suaves.

## Historia
El valle se cree que ha recibido el nombre por el cazador David Jackson (Davey) Edward, que cazaba castores en la zona en el siglo XIX. Aunque utilizado por los nativos americanos para la caza y fines ceremoniales, el valle no era conocido como asentamiento humano antes de la década de 1870. Las descripciones del valle y sus características se registraron en los diarios de John Colter, que había sido miembro de la expedición de Lewis y Clark. Después de regresar a las Montañas Rocosas, Colter entró en la región en 1807 en las cercanías del Togwotee Pass y se convirtió en el primer descendiente de europeos blanco que vio el valle. Sus informes sobre el valle, la cordillera Teton y Yellowstone a la región del norte fueron vistos por la gente de la época con escepticismo.
Las primeras personas que se asientan la región fueron los nativos americanos, entonces cazadores de pieles, y luego homesteaders. Debido a que el suelo no es ideal para los cultivos, el valle fue utilizado para el ganado. Turismo rápidamente se hizo popular con el establecimiento de ranchos.
La única ciudad incorporada en el valle es Jackson, a veces equivocadamente llamada Jackson Hole en sí. Otras comunidades en el valle son Wilson, Teton Village, Junction Moran, Hoback, Elk (Moose Wilson Road) y Kelly. En el lado oeste del valle, el Teton Pass cruza la cordillera Teton proporcionando acceso a Víctor y Driggs en el este de Idaho y Alta, Wyoming en el lado occidental de las Tetons. Numerosos alces utilizan el valle como la gama de pastoreo durante el invierno, y paseos en trineo se ofrecen a los turistas. The Jackson Hole Mountain Resort, Snow King y Grand Targhee Resort áreas de esquí y cerca de Grand Teton y Yellowstone Nacional Parque son las principales atracciones turísticas a lo largo de todas las estaciones del año.
Jackson Hole Airport es el aeropuerto más grande y activo comercial en Wyoming. Estrictas normas sobre reducción de ruidos y el perfil bajo del edificio, permiten al aeropuerto operar dentro de los lineamientos federales en el interior de parque nacional de Grand Tetonk. Volando hacia y desde el valle es muy bonito, sin embargo, se hace difícil en los meses de invierno.

### Localidades adyacentes
El siguiente diagrama muestra a las localidades en un radio de 40 kilómetros (24,9 mi) de Jackson.

## Demografía
En el 2000 la renta per cápita promedia del hogar era de $47.757, y el ingreso promedio para una familia era de $53.915. El ingreso per cápita para la localidad era de $25.004. En 2000 los hombres tenían un ingreso per cápita de $31.152 contra $24.307 para las mujeres. Alrededor del 6.80% de la población estaba bajo el umbral de pobreza nacional.
| 1880 | 1890 | 1900 | 1910 | 1920 | 1930 | 1940  | 1950  | 1960  | 1970  | 1980  | 1990  | 2000  | 2010  |
| ---- | ---- | ---- | ---- | ---- | ---- | ----- | ----- | ----- | ----- | ----- | ----- | ----- | ----- |
|      |      | 59   | 264  | 307  | 533  | 1.046 | 1.244 | 1.437 | 2.688 | 4.511 | 4.472 | 8.647 | 9.578 |